# Лисий — волосатий
«Лисий — волохатий» (рос. лысый — волосатый) — поширений політичний жарт про російську політику, заснований на парадоксальній закономірності чергування керівників Росії та СРСР. Відколи на царський трон у грудні 1825 року зійшов Микола I, слідом за кожним правителем з густою зачіскою приходить лисий, а потім знову «волохатий».
Найяскравішою особливістю цього «політологічного принципу» є те, що як визначальна ознака чисто формальна — зовнішня відмінність державних діячів один від одного. Вплив цієї ознаки на політичні процеси в країні ніяк не доведений, але при цьому така умова завжди дотримується, а її виконання ніяк не залежить від авторів жарту. Таким чином, чиста випадковість виявляється закономірністю, що являє собою унікальний історичний парадокс.

## Правителі
| «Лисий» правитель            | Портрет | «Волохатий» правитель          | Портрет |
| ---------------------------- | ------- | ------------------------------ | ------- |
| Микола I (1825—1855)         |         | Олександр II (1855—1881)       |         |
| Олександр III (1881—1894)    |         | Микола II (1894—1917)          |         |
| Георгій Львов (1917)         |         | Олександр Керенський (1917)    |         |
| Володимир Ленін (1917—1924)  |         | Йосип Сталін (1924—1953)       |         |
| Микита Хрущов (1953—1964)    |         | Леонід Брежнєв (1964—1982)     |         |
| Юрій Андропов (1982—1984)    |         | Костянтин Черненко (1984—1985) |         |
| Михайло Горбачов (1985—1991) |         | Борис Єльцин (1991—1999)       |         |
| Володимир Путін (2000—2008)  |         | Дмитро Медведєв (2008—2012)    |         |
| Володимир Путін (з 2012)     |         |                                |         |

## Додаткові міркування

### Російська імперія
«Імператорська» частина списку може мати продовження в особі брата Миколи II великого князя Михайла Олександровича, який формально царствував один день і мав зачіску, що повністю підходить під вищеназвану закономірність, і онука Олександра II Кирила Володимировича, який в еміграції оголосив себе імператором.

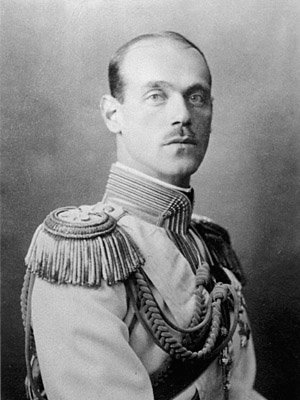
Великий князь Михайло Олександрович, на користь якого відрікся Микола II
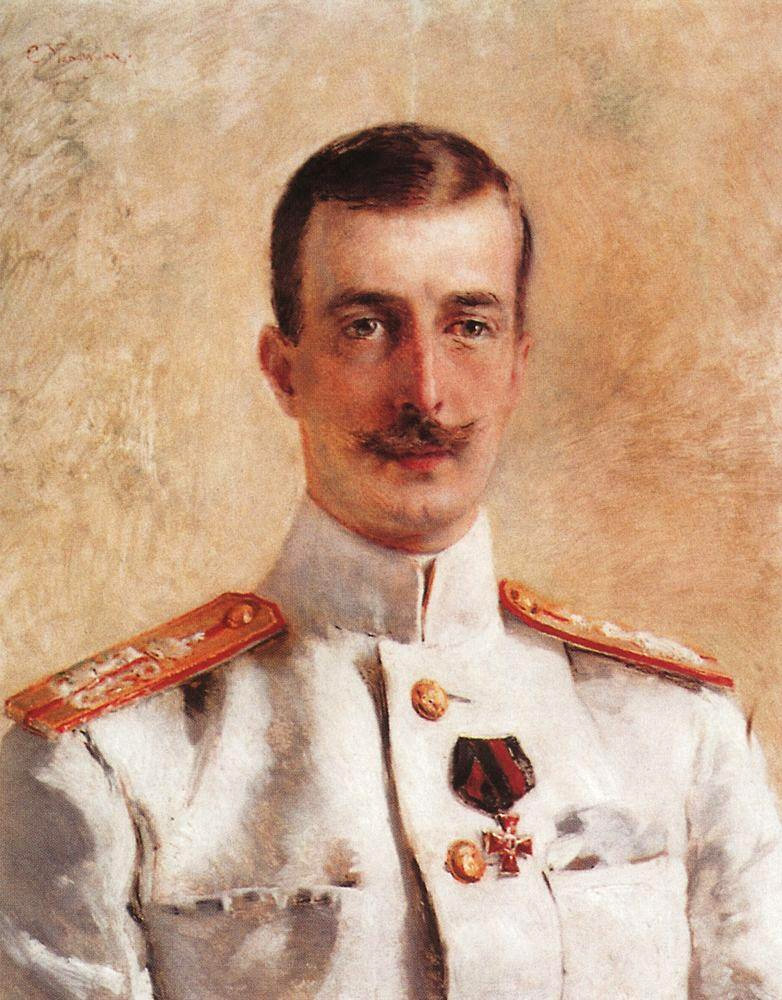
Кирил Володимирович, онук Олександра II

### СРСР
У радянський час (для правителів після Леніна, голови СНК), дія закономірності поширюється на Генеральних (Перших) секретарів ЦК. По відношенню ж до Голів ВЦВК і пізніше Голів Президії Верховної Ради СРСР, які номінально були першими особами держави, дія закономірності не простежується.
Після смерті Сталіна, який не залишив після себе явного наступника, всі найважливіші рішення приймалися колективно на засіданнях Президії ЦК КПРС. Реальна влада зосередилася в руках тріумвірату, що зайняв ключові посади: Георгія Маленкова (голова Радміну СРСР), Лаврентія Берії (міністр внутрішніх справ-МДБ) та Микити Хрущова (секретар ЦК). Двоє останніх були «лисими», а Маленков — «волосатим».

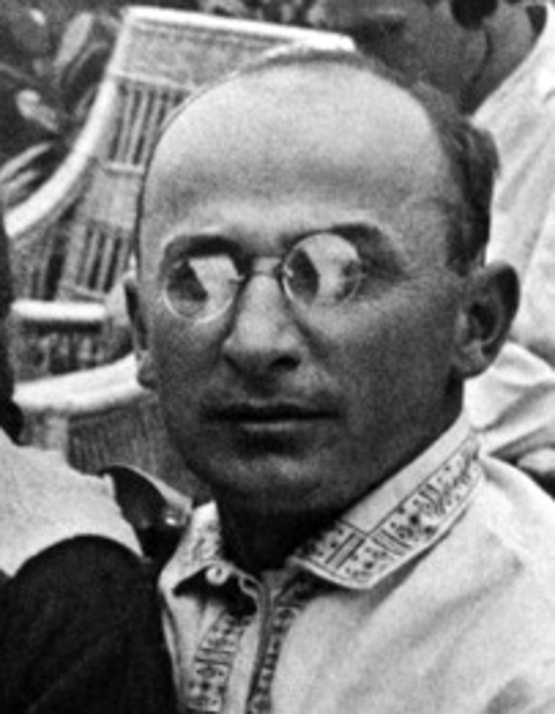
Лаврентій Берія
Георгій Маленков
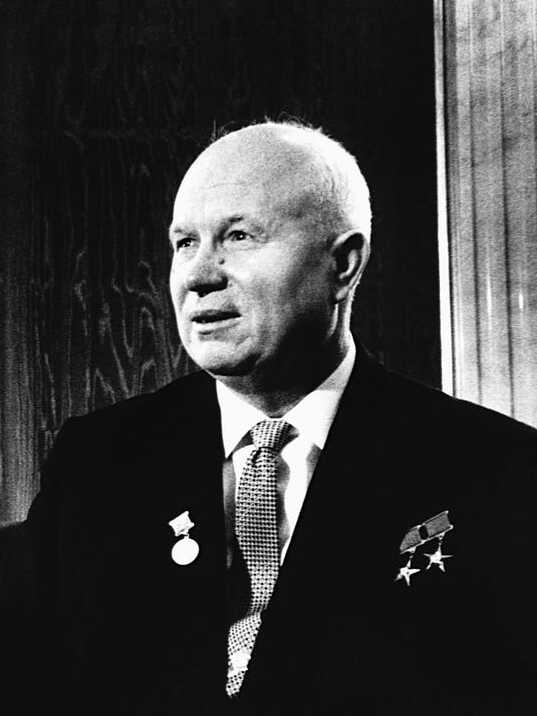
Микита Хрущов

У червні 1953 року Берія був заарештований, а у вересні Хрущов обраний Першим секретарем ЦК КПРС. Лідером залишався Маленков, так як головував на засіданнях Президії ЦК КПРС, однак він поступово втрачав владу і в лютому 1955 року був підданий критиці і відправлений у відставку з поста голови Радміну.
Письменник Володимир Савченко також зазначає випадок Маленкова і пропонує підтвердити теорію, включивши до списку правителів Берію:

Після Сталіна головою совміна став Маленков — теж волосатий, брюнет. Знову не так. Але постривай, реальним-то господарем СРСР був тоді маршал Берія, голова МВС та МГБ — лисий. Всі були в його руках. Тому з ним і обійшлися, як з монархом: склали змову — схопили — вбили. І ось тоді реальним головою став волосатий Маленков. Але теж ненадовго, до обрання Першим секретарем ЦК КПРС лисого Хрущова…
Оригінальний текст (рос.)
После Сталина ПредСовМином стал Маленков — тоже волосатый, брюнет. Опять не так. Но погоди, реальным-то хозяином СССР был тогда маршал Берия, глава МВД и МГБ — лысый. Все были в его руках. Поэтому с ним и обошлись, как с монархом: составили заговор — захватили — убили. И вот тогда реальным главой стал волосатый Маленков. Но тоже ненадолго, до избрания Первым секретарём ЦК КПСС лысого Хрущёва...

### Російська Федерація
У пострадянський період закономірність поширилася на Віктора Черномирдіна. 19 вересня 1996 року президент Борис Єльцин, який готувався до хірургічної операції на серці, підписав Указ № 1378 «Про тимчасове виконання обов'язків Президента РФ», що передавав Черномирдіну (в той час голова уряду) на час операції всі президентські повноваження в повному обсязі (після додаткового указу, в якому було сказано, з якого дня і години Черномирдін стане за сумісництвом в.о. Президента РФ). В результаті Черномирдін близько доби виконував обов'язки голови держави (з 7:00 5 листопада до 6:00 6 листопада 1996); при цьому його зачіска відповідала закономірності «лисий — волосатий».
Цікаво, що віце-президент СРСР Геннадій Янаєв, який у серпні 1991 року був оголошений в.о. президента СРСР під час відсторонення ГКЧП «лисого» Горбачова, був «волосатим», але фактично протистояв «волосатому» Єльцину, точно так само як і віце-президент РФ Олександр Руцькой в аналогічній ситуації в жовтні 1993 року.
Володимир Путін, який переміг на виборах президента в 2012 році, став першою особою, яка повернулася на вищий державний пост після перерви, і продовжив традицію чергування.

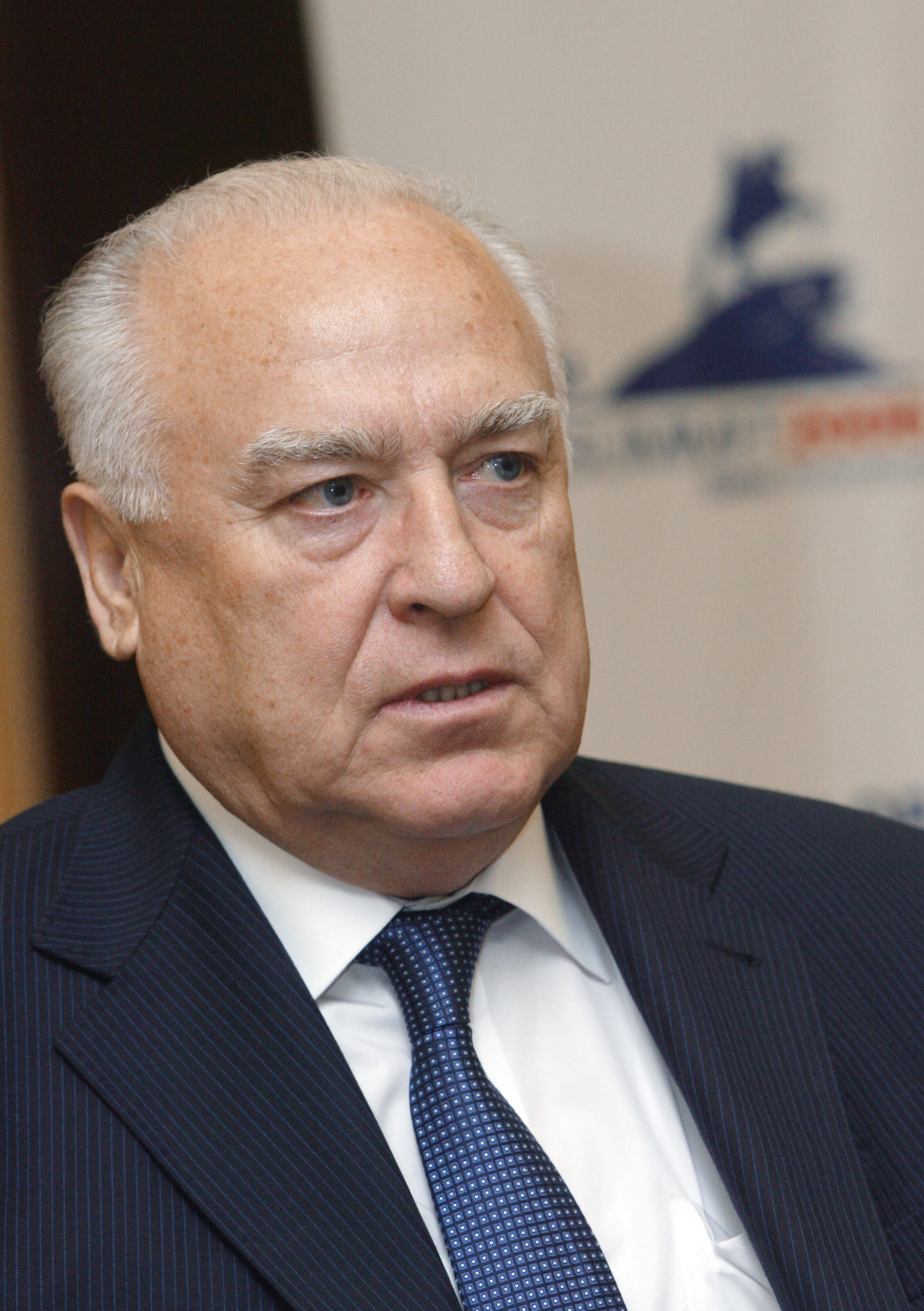
Віктор Черномирдін
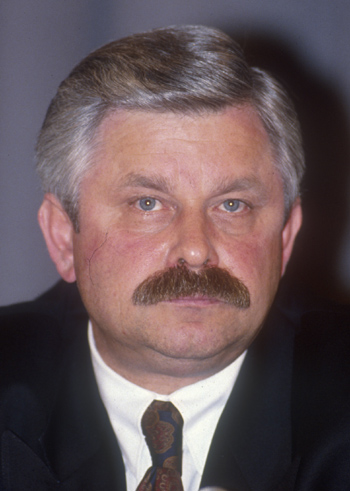
Олександр Руцькой

## Інші парадигми чергування російських правителів
Олексій Хомяков, один з теоретиків слов'янофільства, передбачав після смерті Миколи I, що спадкоємець, Олександр II, буде гарним правителем і провідником реформ. За його підрахунками, «в Росії хороші і погані правителі чергуються через одного: Петро III поганий, Катерина II хороша, Павло I поганий, Олександр I хороший, Микола I поганий, Олександр II буде хорошим».
Згідно з іншими спостереженнями, роки з 1682 до 1801 характеризуються суворим чергуванням на троні чоловіків і жінок: Петро I, Катерина I, Петро II, Анна Іванівна, Іван VI Антонович, Єлизавета Петрівна, Петро III, Катерина II, Павло I. В 1797 році після реформи престолонаслідування, проведеної Павлом I, жінки позбулися права обіймати російський престол за винятком випадків, коли немає жодного представника династії по чоловічій лінії. Крім того, якщо вважати правителем регентку, царицю Софію Олексіївну, то в список, крім неї, входить Федір Олексійович, який зійшов на престол в 1676 році.
Є й інша послідовність чергування, що виконувалася з 1730 до 1825 і, зі зміщенням, з 1825 по 1917: так, Анна Іванівна померла своєю смертю, а Іван VI Антонович був убитий, Єлизавета Петрівна померла, Петро III був убитий, Катерина II померла, Павло I убитий, Олександр I помер. Незважаючи на те, що його наступник Микола I також помер власною смертю, послідовність продовжилася, тільки зі зміщенням на одного правителя: Микола I помер, Олександр II убитий, Олександр III помер, Микола II убитий (через півтора року після зречення).

## «Лисі» та «волохаті» прем'єр-міністри
З 1999 року голови уряду Російської Федерації також чергуються за цим принципом: «волохатий» Степашин, «лисий» Путін, «волохатий» Касьянов, «лисий» Фрадков, «волохатий» Зубков, «лисий» Путін, «волохатий» Медведєв, «лисий» Мішустін.

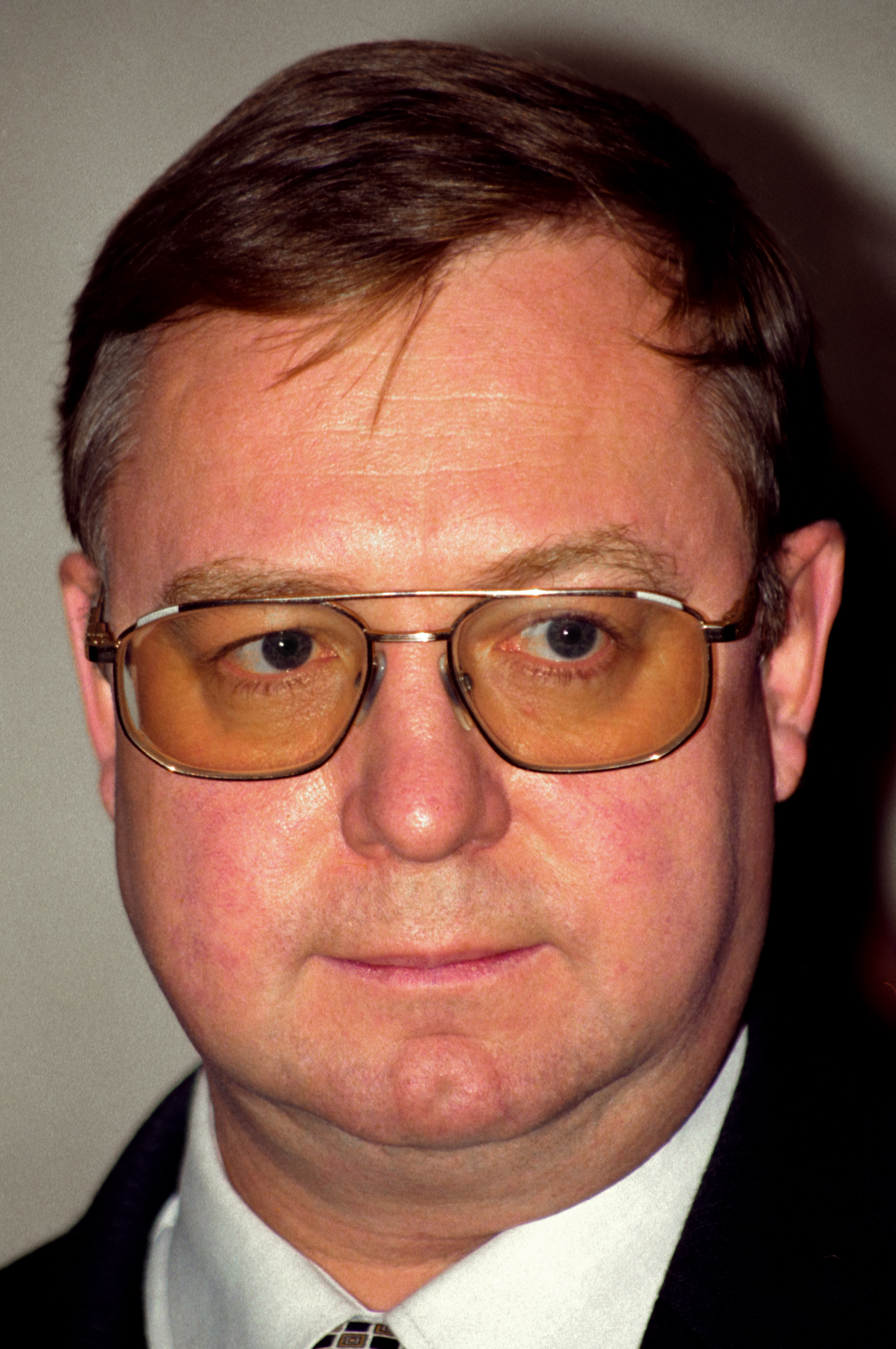
Сергій Степашин
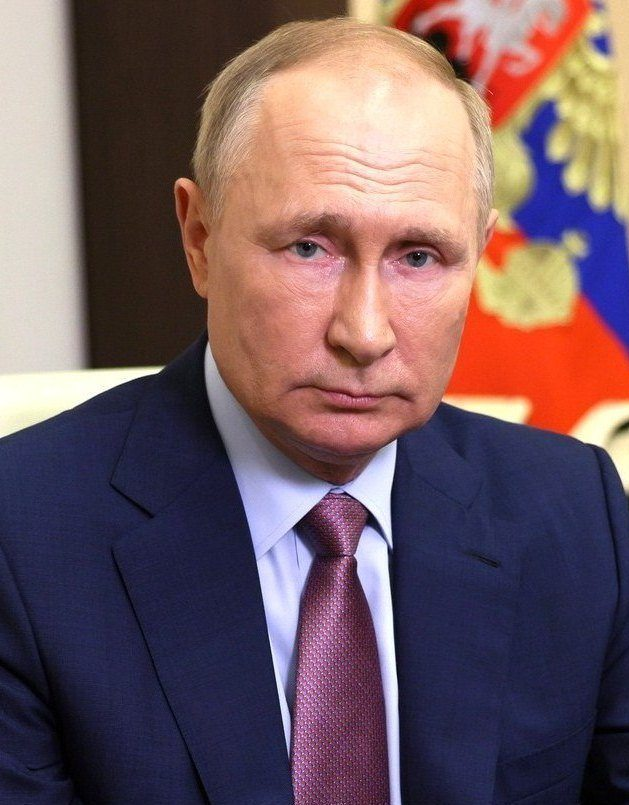
Володимир Путін
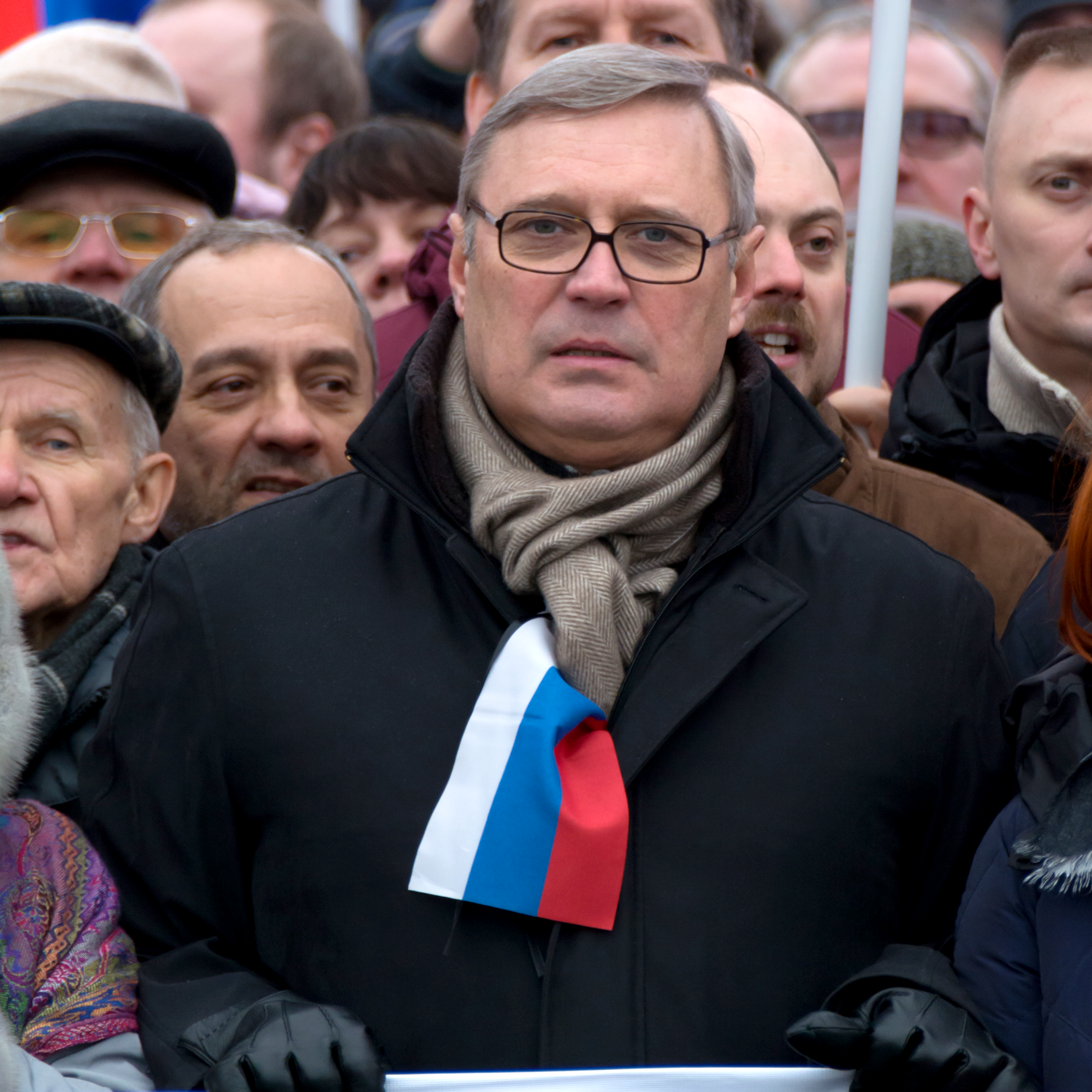
Михайло Касьянов
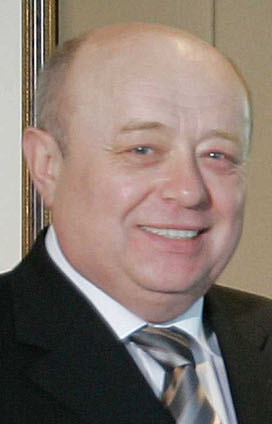
Михайло Фрадков
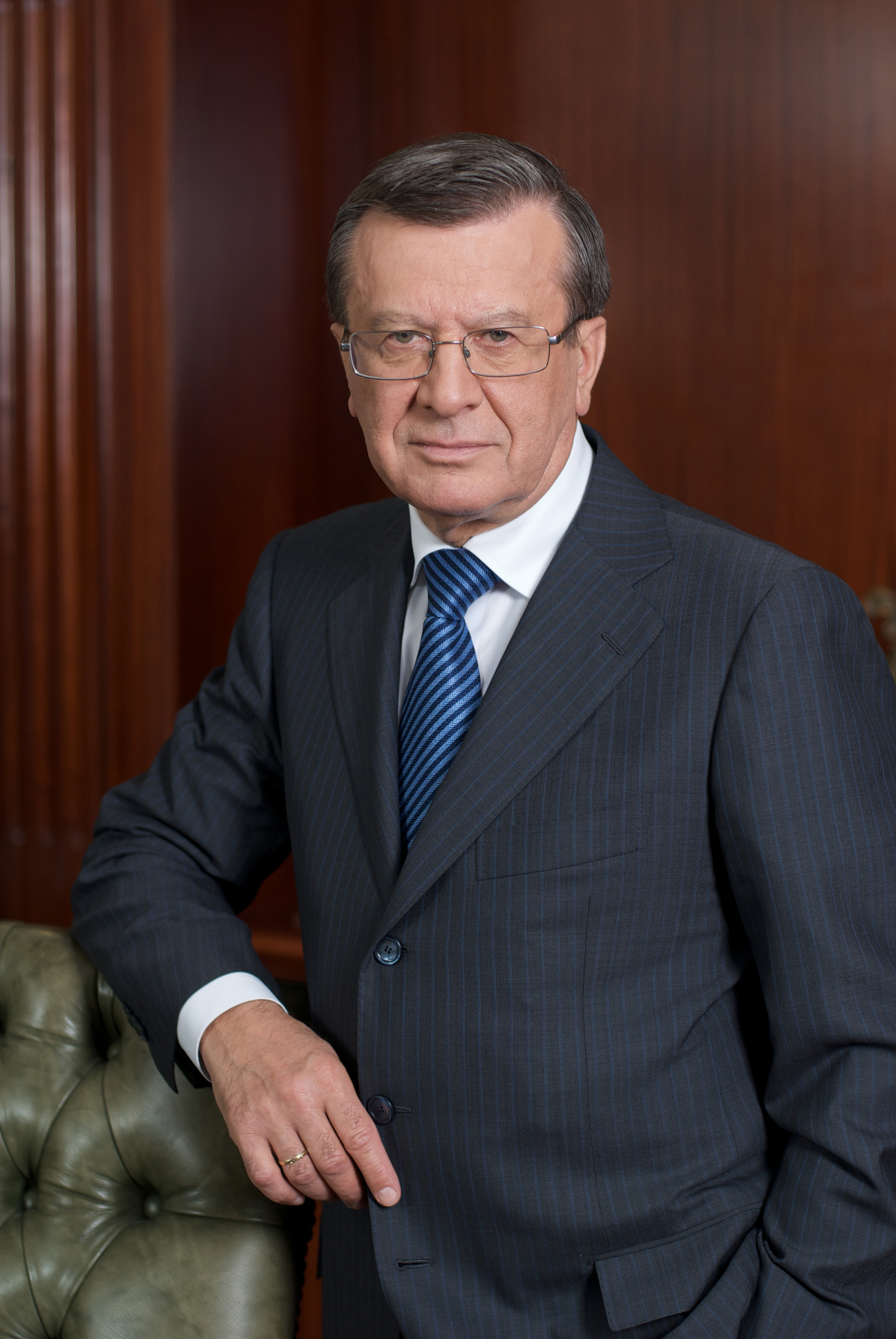
Віктор Зубков
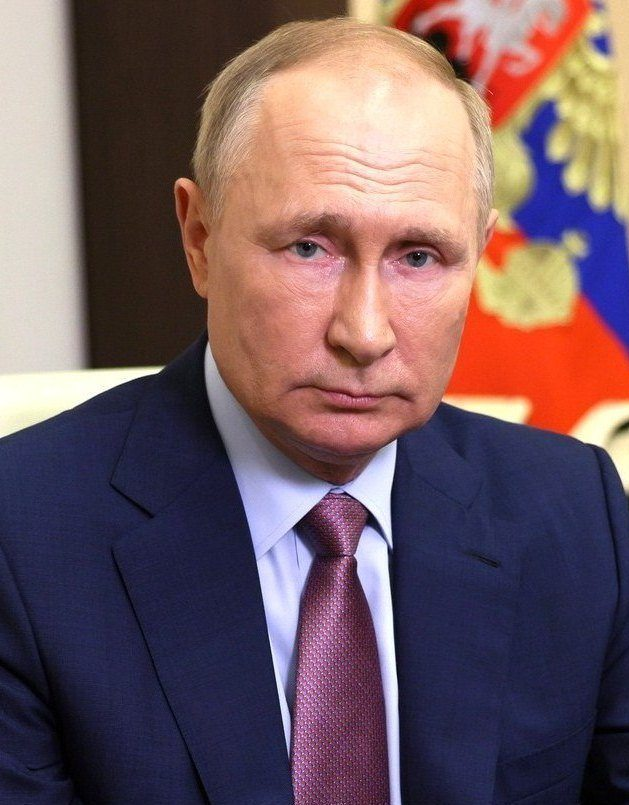
Володимир Путін
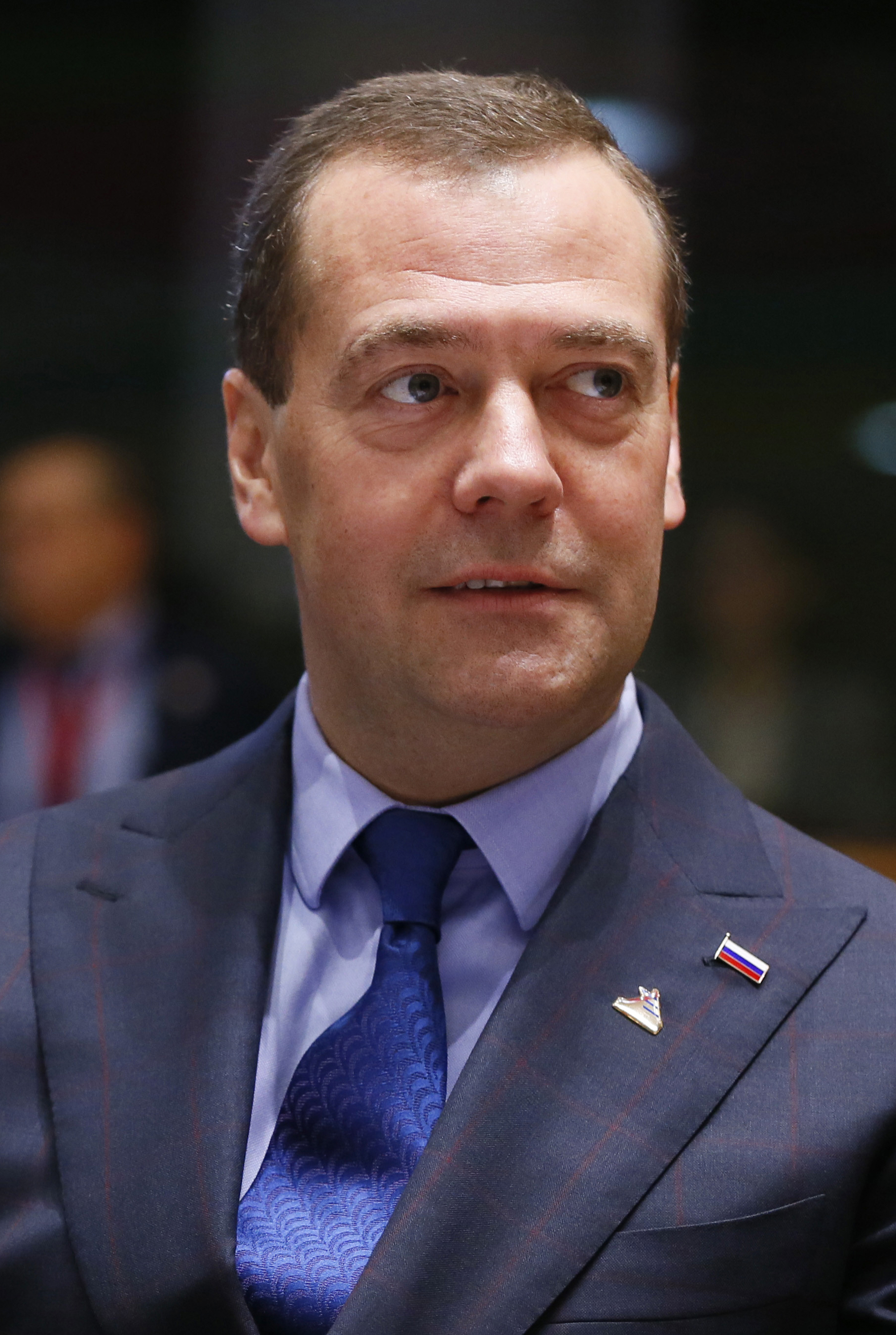
Дмитро Медведєв
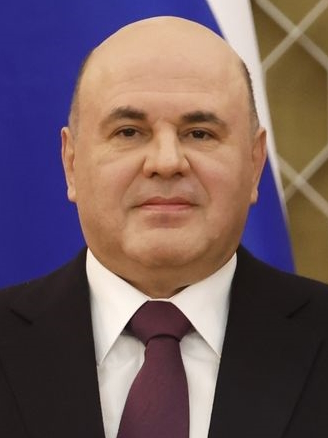
Михайло Мішустин

Ця закономірність справедлива, якщо не враховувати виконувачів обов'язків голови уряду.